# Émile Dalloz-Bourguignon
 (octobre 2012).
Si vous disposez d'ouvrages ou d'articles de référence ou si vous connaissez des sites web de qualité traitant du thème abordé ici, merci de compléter l'article en donnant les références utiles à sa vérifiabilité et en les liant à la section « Notes et références ».
 (avril 2021).
Émile Dalloz-Bourguignon (1861 † 1941), industriel français à l’ère de l’industrialisation du savoir-faire des xixe et xxe siècles, était spécialisé dans la taille du diamant, de la pierre fine et du chaton (pierre en strass).

## Biographie
Émile Dalloz-Bourguignon (mention Noble avant le patronyme) est né à Septmoncel le  29 juillet 1861. Il est issu d'une famille franc-comtoise de cultivateurs éleveurs propriétaires, fabricants et négociants en fromages (Le Chevret), exploitants forestiers, déjà installée dans le Haut-Jura au XVIe siècle apparentée à la famille Dalloz (Désiré Dalloz, fils de négociant lapidaire, avocat, éditeur, député opposé à la corruption judiciaire et administrative) du même lieu par alliances matrimoniales.   
Il s'est marié en premières noces avec Anaîs Barbe, fille de lapidaire, au village Les Moussières et avec Jeanne Javel en secondes noces.   
À l’âge de 16 ans, il est engagé comme apprenti auprès de E. Goudard. Il acquiert une réputation « de premier diamantaire » et publie un guide sur la taille du diamant.
En 1881, il se met à son compte, puis ouvre en 1885 deux ateliers, l’un aux Arrivoirs, l’autre rue Christin. Il acquiert ensuite à Saint-Claude une propriété « Sous le Pré » de dix hectares où il installe les trois branches de son activité : la taille du diamant, de la pierre fine et du chaton (Pierre fausse en cristal).
Il ne cesse de perfectionner l’industrie lapidaire ; Il invente un nouveau procédé de taille : le bâton mécanique à 4 broches puis crée, à l’aide de ses collaborateurs Léon Chambard (1882 † 1950) et Berriaud, la machine double de 71 broches. Après la guerre de 1914-1918, la machine MAX à 4 porte-pierres s’avéra être un échec qui sera effacé par la mise au point, en 1933, d’une machine entièrement automatique par René Chambard (1906 † 1997). 
Dans le but d'une diversification de sa production importante, il crée sa propre cristallerie et devient, sans commandes de l’État, un concurrent des Ets Swarovski qui poursuivront leur activité après la deuxième guerre mondiale jusqu'à nos jours. 
Il prend des participations dans la fonderie et la métallurgie.
Sa production est confiée à des négociants comme Louis Félicien Vuillet, Hugues Citroen, des créatrices de mode, comme la franc-comtoise Suzanne Belperron et Coco Chanel amatrice de bijoux.
Sur le plan social, Émile Dalloz-Bourguignon est le premier en France avec Émile Romanet à verser des allocations familiales à ses salariés. Il améliore les conditions de travail par une rationalisation de la fabrication. Il fonde après la guerre une école de rééducation pour les ouvriers mutilés de guerre. Le 1er janvier 1925 il se voit offrir une statue de Molière signée D Marie par ses collaborateurs.
Il met au point une gestion par la qualité en donnant une lettre de qualification à la production de D à Z (pour Dalloz).
Les produits des établissements Dalloz sont distingués aux expositions de Lyon, de Turin (médaille d'or) et de San Francisco en 1911 et sont en concurrence avec les productions de Bohême et d’Autriche. L’essentiel de la production est exporté aux États-Unis et connait son expansion durant la présidence de Théodore Roosevelt ancien responsable du NYPD et de la lutte contre la corruption, découvreur des diamants du Mato Grosso lors de son expédition au Brésil en 1913-1914.
La qualité de ses produits est aussi reconnue dans les pays de l'Est avec l'aide du Piémontais (Arona) Emile Cantaluppi (1879-1942) marié à Thérèse Dalloz-Bourguignon (1892-1984).
Émile Dalloz reçoit la visite à titre privé de Victor Bérard, helléniste, historien, sénateur du Jura, président de la commission des Affaires étrangères du Sénat, en relation épistolière avec Hubert Lyautey, auteur de nombreux ouvrages de politique étrangère, ainsi que celle de Charles Dumont (homme politique), né à Ajaccio, agrégé de philosophie, licencié en droit, député, président du Conseil Général, sénateur du Jura, respectivement ministre des Travaux publics, des Finances et de la Marine Militaire.qui fera du Jura le premier département à être électrifié.
En tant que Président de la Chambre Patronale des diamantaires de Saint-Claude, il favorise la candidature du jeune avocat corse  Vincent de Moro-Giafferri en qualité de membre de la Chambre Nationale de Patrons diamantaires située rue de Turbigo à Paris à côté du bureau parisien de son cousin diamantaire Louis Dalloz-Bourguignon propriétaire d'une taillerie à Chassal.  
À son apogée, l’entreprise emploie 600 salariés, a des bureaux à Paris, Londres et New York, mais subit en 1931 les contrecoups de la crise de 1929.
Durant la Première Guerre mondiale, Il a procédé, à ses frais, à des distributions de soupe populaire, et versé d’importantes sommes en Francs-or, à fonds totalement perdus à l’appel de Poincaré. Il a fait partie des exportateurs opposés à la dévaluation du franc sous la houlette de François de Wendel soutenus par la banque Rothschild.
Il a également créé en 1903 la société coopérative Mutuelle Électrique du Haut-Jura, sur sa propriété du Flumen, dont il est devenu le directeur, puis le président, de 1907 à sa mort.    
À Ecully sera créé dix années plus tard la société de sécurité industrielle Dalloz devenue ensuite le Groupe Bacou-Dalloz.
Son fils participera au Maquis du Haut-Jura sous le pseudonyme Zola (pour Dalloz). 
Émile Dalloz a été décoré des palmes académiques et nommé conseiller du commerce extérieur en compagnie d'Émile Cère.